# Svéd irodalom
A svéd irodalom fogalma magában foglalja a svéd nyelven íródott, illetve a Svédországból származó írók műveit.
A Svédországból származó legrégebbi irodalmi szövegemlék a röki rúnakő, melyet a viking korban, 800 körül véstek. Az országban 1100 körül jelent meg a kereszténység, miáltal a terület formálisan is átlépett a középkorba. Ebben az időben leginkább a szerzetesek tudtak írni, akik azonban a latin nyelvet használták. Emiatt ebből az időszakból csak kevés ósvéd nyelvemlék maradt fenn. A svéd irodalom igazán csak a 16. században, a nyelv szabályozása után indult fejlődésnek. Ez a szabályozás az 1541-ben megjelent bibliafordításhoz, a Gustav Vasa Bibliához köthető.
A 17. században, az oktatási rendszer fejlődése és a szekularizáció adta szabadság révén több neves író is hozzájárult a svéd nyelv fejlődéséhez. Georg Stiernhielm volt az első svéd nyelvű költő; Johan Henric Kellgren írt először svéd nyelvű prózai művet; Carl Michael Bellman volt az első svéd nyelvű dalszerző; August Strindberg volt az első svéd író és drámaíró, aki világhírnévre tett szert. A 20. század első felében olyan híres írók alkottak, mint a Nobel-díjas Selma Lagerlöf és Pär Fabian Lagerkvist. Vilhelm Moberg 1949 és 1959 között írta meg A kivándorlók (Utvandrarna) című négyrészes regényét, melyet a legjobb svéd irodalmi alkotások között tartanak számon.
Az utóbbi évtizedekben több svéd író is nemzetközi hírnévre tett szert. Közéjük tartozik a detektívregényeket író Henning Mankell és a kémtörténeteket író Jan Guillou. Az egyik legismertebb svéd író Astrid Lindgren, akinek gyerekkönyveit több mint száz országban adták ki. Történeteinek legismertebb figurái Harisnyás Pippi és Juharfalvi Emil.

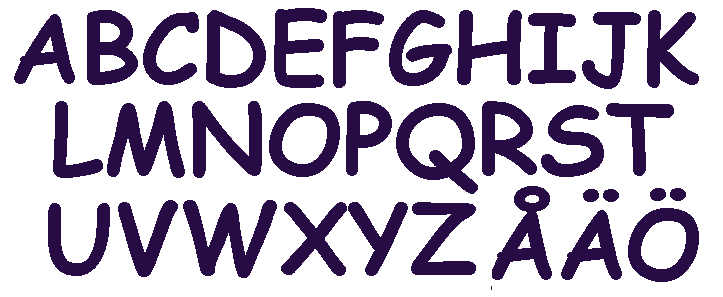
A svéd ábécé betűi

## Az óészaki nyelv időszaka
A legtöbb rúnakő inkább gyakorlati, semmint irodalmi célokat szolgált (általában egy elhunyt emlékére emelték őket, és leginkább a halott nevét, jelentősebb tetteit, valamint halálának helyét és körülményeit tartalmazzák), ezért ezek leginkább a nyelvészek és történészek számára érdekesek. A legismertebb kivétel ezek közül a röki rúnakő, melyet 800 körül véstek. Ez a ma ismert leghosszabb rúnaírás, több saga és legenda részletét tartalmazza, többféle verselési formában. Egy része betűrímes verseléssel (fornyrdislag) íródott. A legtöbben ezt tekintik a svéd irodalom legkorábbi emlékének.

## A középkor

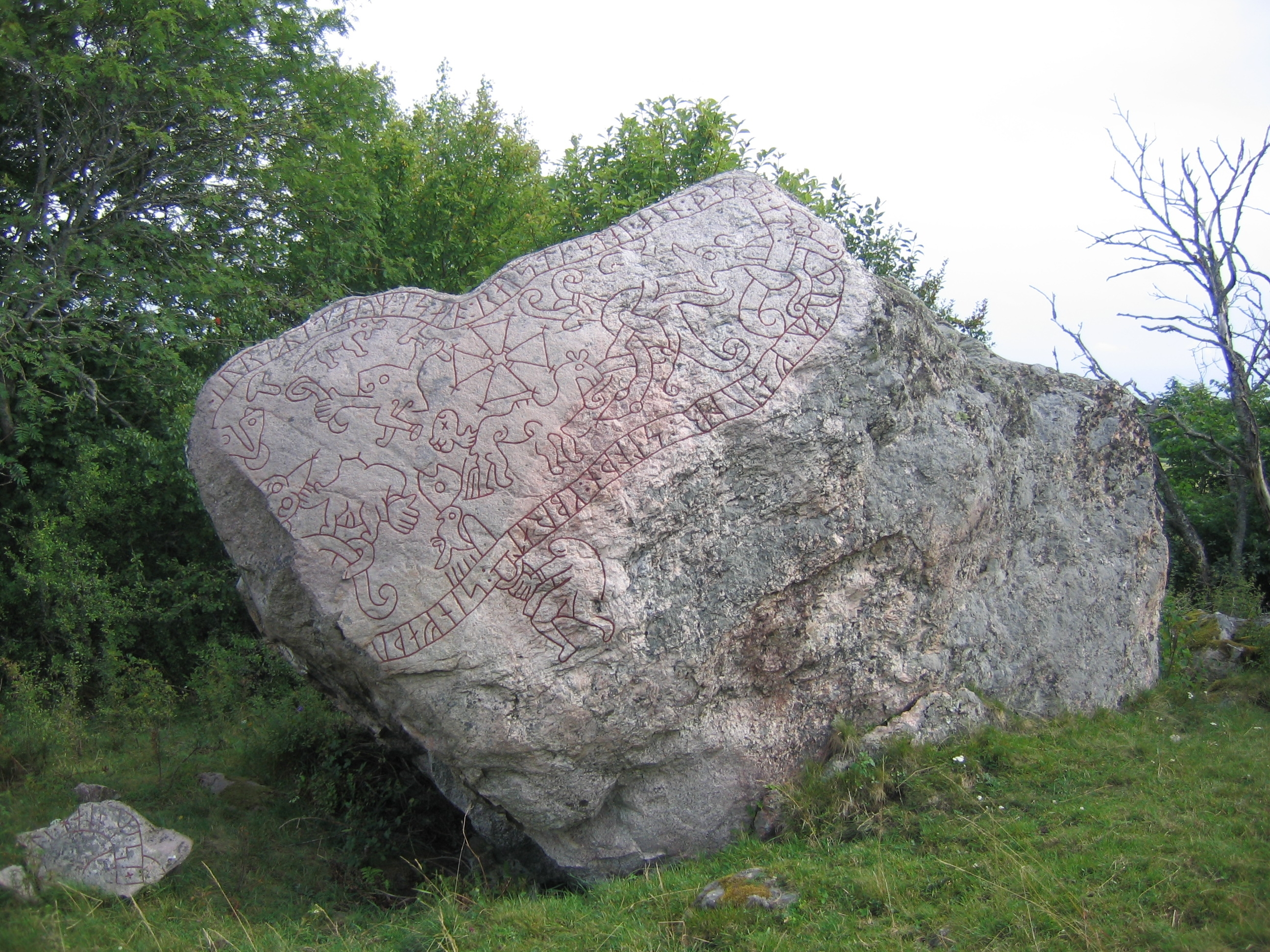
A göki rúnakő

Svédország történelmének egyik legfontosabb eseménye az ország keresztény hitre térítése volt, mely a svéd irodalom további történetét alapvetően befolyásolta.
A régi irodalom átalakulásáról tesz tanúbizonyságot a göki rúnakő. Képi világa a ramsundi vésetéhez hasonló, de látható rajta egy kereszt is, a képek elrendezése pedig felborítja az általuk elmesélt mítosz eseményeinek logikus menetét. Bármi volt is keletkezésének célja, a göki rúnakő tökéletesen bemutatja, hogy a kereszténység megjelenésének idején hogyan tűntek el a pogány mítoszok.
Ezután az irodalmi szövegek külföldi mintákat követtek. A kereszténység 1200-ra megszilárdult és a középkori kultúra is megjelent. Írni általában csak a szerzetesek tudtak, de még ők sem jegyeztek le mindent. Teljes kéziratok csak a 14. század elejétől maradtak fenn, ezek azonban latinul íródtak. A század végéről már teljes svéd nyelvű könyvek is fennmaradtak.
Az oktatás az egyház feladata volt, ezért a korszak irodalma főképp teológiai és vallási témájú. Az írott szövegek másik nagy csoportját a törvények alkotják.

## A 16. és 17. század

### A reformáció irodalma

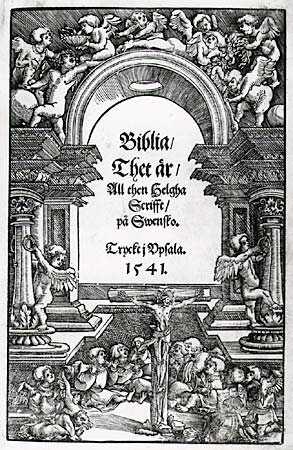
A Gustav Vasa Biblia.

A svéd reformáció irodalmán általánosan az 1526 és 1658 közé eső időszakot értik. A korszakot irodalmi szempontból nem értékelik nagyra, mivel fejlődés helyett inkább visszalépésnek tekinthető. Ennek legfőbb oka Gustav Vasa azon törekvése volt, hogy minden nyomtatott kiadvány előzetes ellenőrzésen és cenzúrán essen át. Emiatt csak a Biblia és néhány más, vallási témájú mű jelenhetett meg. Ezzel egyidőben a katolikus kolostorokat kifosztották, a katolikus könyveket pedig elégették. A király nem tartotta fontosnak a magas szintű oktatás újraindítását, így az 1477-ben alapított Uppsalai Egyetem hanyatlásnak indult.
Ebben az időszakban viszonylag kevés író alkotott. A városi polgárságnak kevés beleszólása volt a kormányzásba, a papság hatáskörét pedig erősen csökkentették. Az 1520-as években végbemenő reformáció szinte teljesen megfosztotta a papságot korábbi politikai és gazdasági súlyától. Azoknak a svédeknek, akik magasabb szintű műveltségre vágytak, külföldi egyetemekre (például Rostockba vagy Wittenbergbe) kellett menniük.
Bár a korszak kevéssel járult hozzá a svéd kultúrához, mégis szilárd alapot biztosított a további fejlődéshez. A legfontosabb eredmény az 1541-ben elkészült bibliafordítás, a Gustav Vasa Biblia volt, mely az első egységes nyelvezetű svéd irodalmi mű volt. A nyomdagép használata lehetővé tette, hogy az irodalom olyan csoportokhoz is eljusson, melyekhez korábban esélye sem volt.
A reformáció mellett a korszak másik fontos eszméje a góticizmus volt, mely Svédország ősi történelmét dicsőítette.

### A reneszánsz irodalma

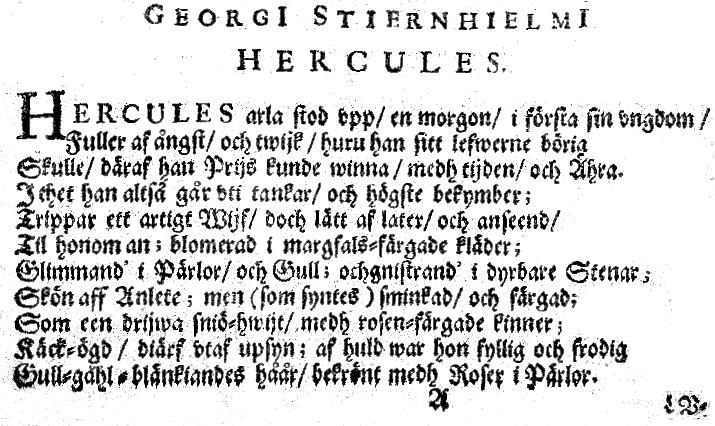
Az 1658-ban kiadott Hercules első oldala.

A svéd történelem 1648 és 1718 közötti szakaszát a Svéd Birodalom időszakaként tartják számon. Ez részben egybeesik egy új irodalmi korszakkal, melyre a svéd irodalmi hagyományok kezdeteként tekintenek.
Az 1658-tól 1732-ig terjedő időszakot a svéd reneszánsz irodalom korának nevezik. Georg Stiernhielm 1658-ban adta ki Hercules című művét, az első svéd nyelvű, hexameterben írt verset.
Amikor Svédország nagyhatalommá vált, egy új, középosztályhoz kötődő kultúra alakult ki. A reformáció korától eltérően az oktatás már nem pusztán egyháztani tárgyakból, például teológiából állt. Ebben az időben a legfejlettebb országok, például Németország, Franciaország, Hollandia és Itália kultúrája mély hatást gyakorolt a svédekére. Jellemző a korszakra, hogy Stiernhielm, akire az első svéd költőként tekintenek, jobban ismerte az ókori filozófiát, mint a keresztény tanításokat.
Ekkoriban a góticizmus is megerősödött. A Svéd Birodalom fennállása idején azzal a céllal vált irodalmi paradigmává, hogy a Svédország eredendő nagyhatalmi szerepébe vetett hitet táplálja.

## A 18. század

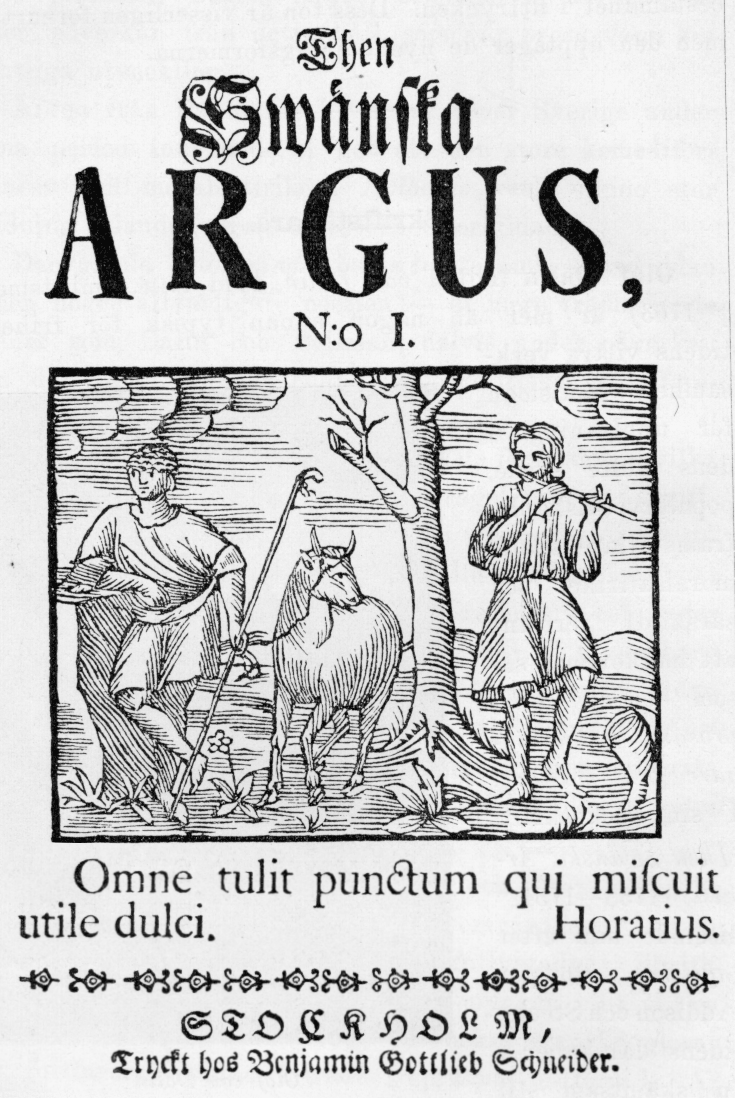
A Then Svänska Argus első száma (1732).

A 18. századot a svéd irodalom és tudomány aranykorának tartják, mert sokkal magasabb színvonalat értek el, mint korábban bármikor. Ebben közrejátszott A szabadság korának nevezett, 1718-tól 1772-ig tartó időszak, valamint a sajtószabadságról 1766-ban hozott törvény is. Ez a szekularizáció végleges győzelmét jelentette.
Mint Európa más országaiban, Svédországban is teret hódított a felvilágosodás. A legfontosabb hatások Németországból, Angliából és Franciaországból érkeztek. A svéd nyelv francia jövevényszavakkal gazdagodott, a liberalizációt pedig az angol modell alapján képzelték el.
A svéd nyelvű irodalom 1750-re szilárdult meg; a nyelvészek ekkortól számítják a kései újsvéd nyelv időszakát, ami körülbelül 1880-ig tartott. A korszak első fontos művei Olof von Dalin nevéhez kötődnek, aki Joseph Addison The Spectator című lapjának mintájára Then Svänska Argus címmel indított folyóiratot. Dalin a svéd nyelvre azelőtt nem jellemző szarkazmussal és iróniával adott képet az ország kultúrájáról és történelméről. Az 1730-as és 1740-es években Dalin a svéd irodalmi élet első számú vezetője volt. Elsőként alakította a nyelvet gyakorlati szempontok szerint, könnyítve a 17. század nehézkes irodalmi nyelvén. Ugyancsak Dalin volt az első svéd író, aki széles körű hírnévre és elismertségre tett szert.
A 18. század során a latin nyelv népszerűsége rohamosan csökkent a svéd javára. Az egyik első, kifejezetten a szélesebb olvasóközönségnek alkotó szerző Carl von Linné természettudós volt. A század másik két fontos irodalmi személyisége Johan Henric Kellgren és Carl Michael Bellman volt.

## A 19. század

### Romantika

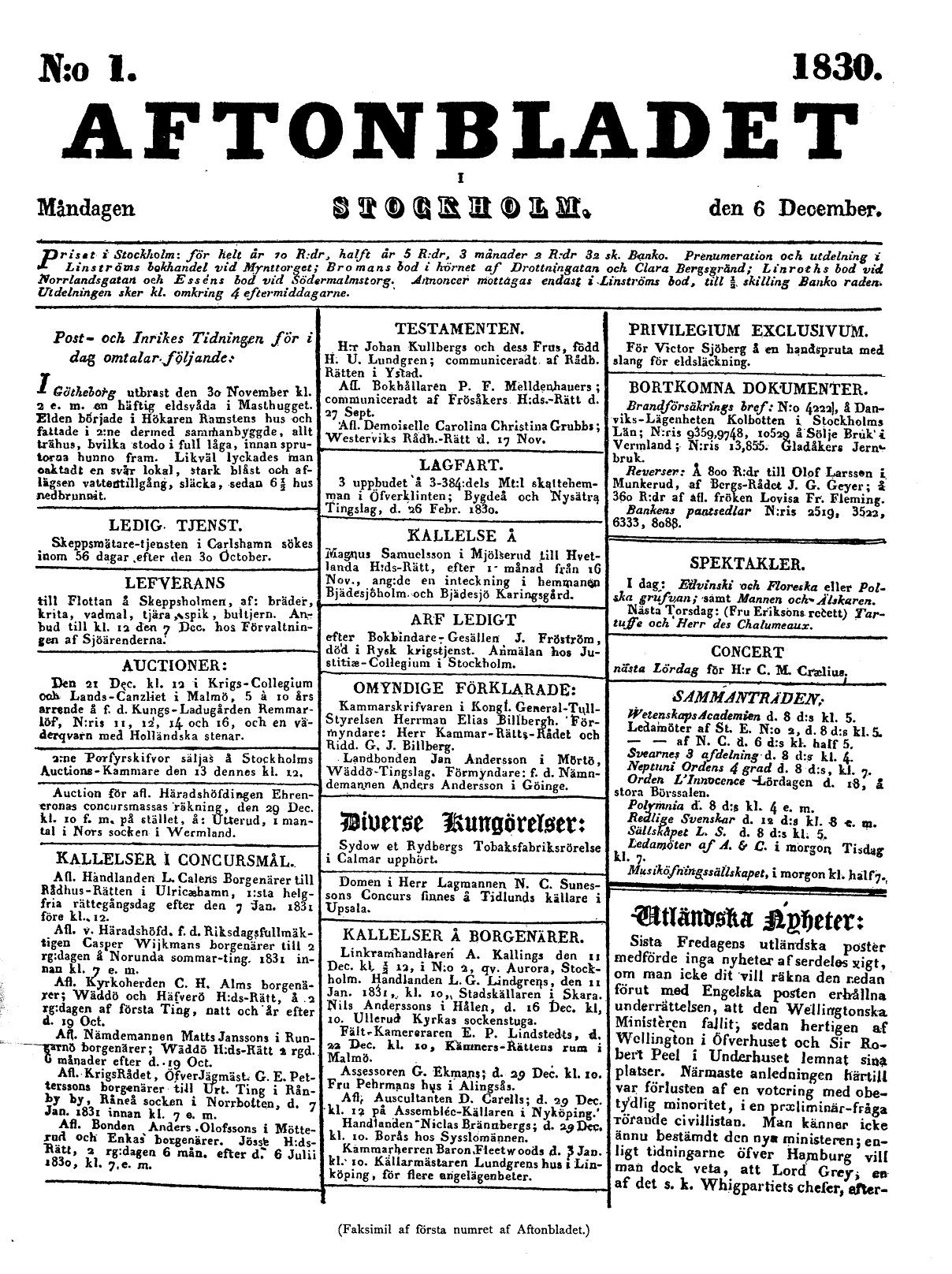
Az Aftonbladet első száma (1830).

Az európai művészettörténetben az 1805 és 1840 közé eső időszakot a romantika korának nevezik. A romantika Németországból kiindulva a svéd irodalomra is mély hatást gyakorolt. Ebben a viszonylag rövid időszakban annyi kitűnő költő alkotott, hogy ezeket az évtizedeket a svéd költészet aranykorának tartják. Ekkoriban több folyóirat is megjelent, melyek szerzői elutasították a 18. századi irodalmi hagyományokat. Az egyik legfontosabb irodalmi társaság az 1811-ben alakult Götiska Förbundet volt; lapjuk, az Iduna erősen romanticizált formában élesztette újjá a góticizmust.
Ez volt az első alkalom a svéd irodalom történetében, hogy több költő is azonos stílusban alkotott. A korszak négy legfontosabb költője Erik Gustaf Geijer történész, Erik Johan Stagnelius, Esaias Tegnér, a görög nyelv professzora és Per Daniel Amadeus Atterbom esztéta és filozófus volt.

### Korai liberalizmus
Svédország történelmének 1835 és 1879 közé eső szakasza a korai liberalizmus ideje volt. A romantikát ekkor már sokan sekélyesnek és idejétmúltnak tartották. Az első vállaltan liberális svéd lap, az Aftonbladet először 1830-ban jelent meg. Liberális elvei és az államügyek kritikus szemlélete miatt hamarosan az ország vezető napilapjává vált. Tömör, lényegre törő nyelvezetének fontos szerepe volt az irodalom realisztikusabb irányba tereléséhez.
Több szakértő szerint Carl Jonas Love Almqvist volt a 19. század legnagyobb svéd gondolkodója. 1838-tól kezdve társadalmilag és politikailag radikális cikkek sorozatában támadta a házasság intézményét és az egyházat. Több elképzelése még a mai olvasók számára is érdekes, amit az is bizonyít, hogy Det går an című, 1839-ben megjelent regénye 2004-ben felkerült a német bestsellerek listájára.

## Naturalizmus–realizmus

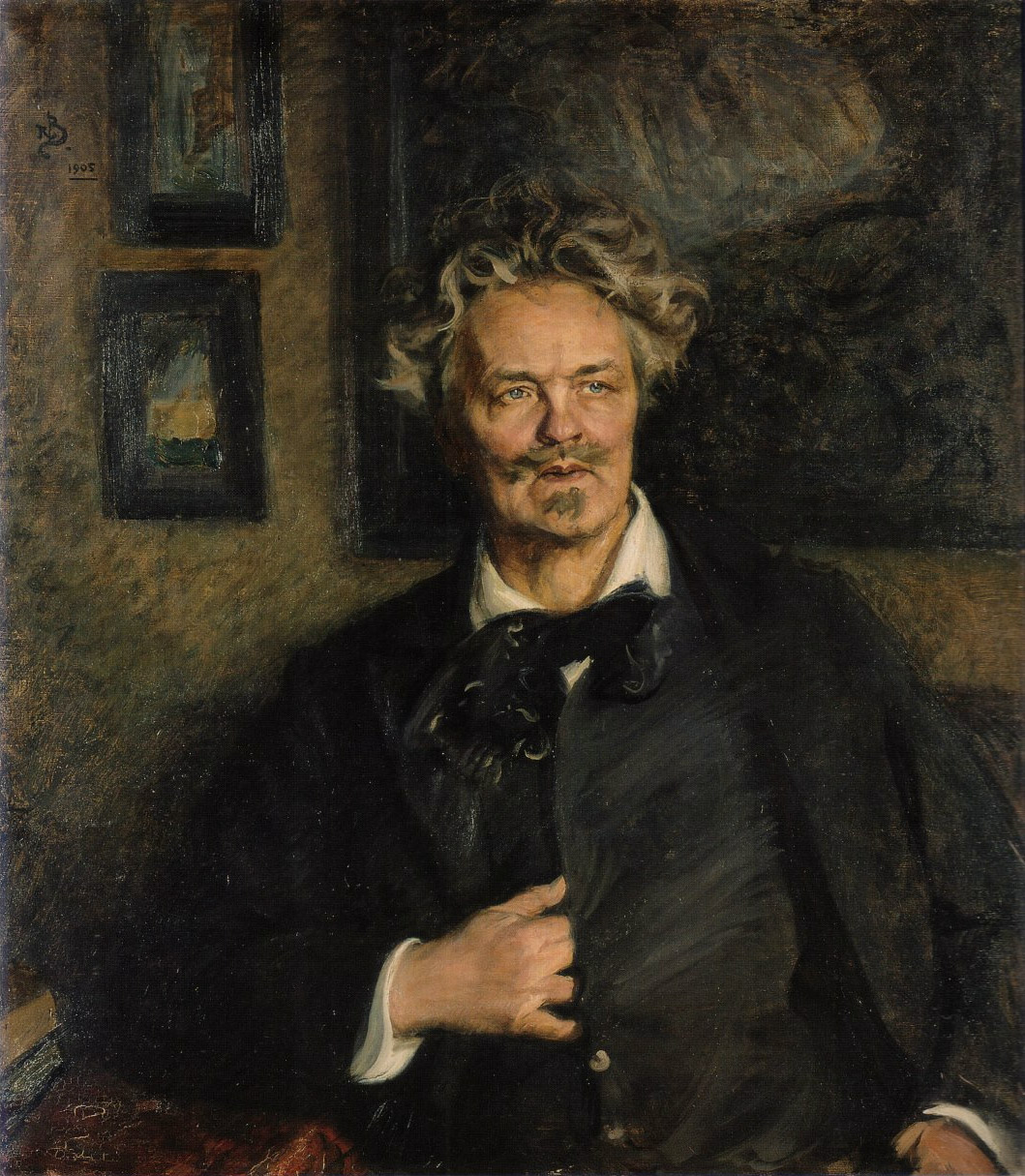
Richard Bergh portréja Strindbergről (1905).

Az irodalomtörténet 1880 és 1900 közé eső szakasza a naturalizmus időszaka, amit azonban Svédországban realizmusnak neveznek. E megkülönböztetés legfőbb oka az 1880-as évek társadalmi realizmusa, valamint „az 1890-es évek költőinek” mozgalma.
A 19. és 20. század fordulóján a skandináv irodalom eddigi első és egyetlen komolyabb hozzájárulását tette le a világirodalom asztalára. A legismertebb svéd író ekkor August Strindberg volt, de Ola Hansson, Selma Lagerlöf és Victoria Benedictsson is széles körű ismertségre tett szert.
A svéd realizmus áttörése Strindberg A vörös szoba (Röda rummet) című, 1879-ben megjelent regényéhez köthető. Ebben a szatirikus regényben Strindberg könyörtelenül támadta a politikai, tudományos, filozófiai és vallási világot.
August Strindberg regényei és drámái révén vált világhírűvé; rengetegen tisztelték tehetsége és sokrétű műveltsége miatt. Egészen 1912-ben bekövetkezett haláláig folyamatosan alkotott.

### Az 1890-es évek költői
Az 1890-es évek svéd költészetére jellemző újromantika az 1880-as évek társadalmi realizmusára adott válaszként jött létre. Az új korszak első fontos költője Verner von Heidenstam volt, akinek első kötete 1887-ben jelent meg Vallfart och vandringsår címmel.
Az 1890-es évek talán leghíresebb írója Selma Lagerlöf volt, akinek munkái ma is népszerűek. Két művét, a Nils Holgersson csodálatos utazását és a Gösta Berlinget több nyelvre is lefordították, ám Lagerlöf ezek mellett is több fontos regényt írt. Történetmesélő tehetségéért 1909-ben irodalmi Nobel-díjjal jutalmazták.

## A 20. század

### Modernizmus
Az 1910-es években kezdődő új irodalmi korszak az idősödő August Strindberg cikkeihez köthető, melyekben a konzervatív értékeket támadta. A szociáldemokrácia előretörése és a tömeges sztrájkok gyakoribbá válása időszerűvé tette a szociális reformokat.
Az 1910-es években már a regény volt a legnépszerűbb irodalmi műfaj. Az egyik első regényíró Hjalmar Söderberg volt, akinek stílusára a cinizmus, nietzschei felhangok, kiábrándultság és pesszimizmus jellemző. 1901-ben jelent meg Martin Birck ifjúsága (Martin Bircks ungdom) című regénye, ami hatalmas sikert aratott. Ebben – irodalmi minősége mellett – része volt annak is, ahogyan Stockholmot bemutatta. Sokak szerint ez minden idők legjobb leírása Stockholmról. Söderberg legismertebb műve az 1905-ben megjelent Doktor Glas, amit egyesek a legjobb svéd regénynek tartanak. Margaret Atwood kanadai írónő ezt írta róla: „A 19. és 20. század fordulóján született, de írója olyan eszközökkel élt, melyek a későbbi művészeti korszakokban általánossá váltak.”

### A munkásosztály irodalma
A svéd mezőgazdaság a statarének nevezett munkások rendszerére épült, akiket kizárólag természetben fizettek, valamint szállást kaptak. Ez a rendszer hasonlított az angliai truck systemre, melyben a munkásokat gyakran túlárazott készáruval fizették. A statarék életéről Ivar Lo-Johansson, Moa Martinson és Jan Fridegård írt, akik regényeikkel hozzájárultak a statare-rendszer eltörléséhez.
A második világháború után ismertté váló legfontosabb munkásosztálybeli író Vilhelm Moberg volt. Műveiben az átlagemberek, főleg a parasztok életéről írt. A kivándorlók (Utvandrarna) című, 1949 és 1959 között megjelent négyrészes regényében az Észak-Amerikába kivándorló svédek megpróbáltatásokkal teli életét dolgozta fel. A regény középpontjában egy paraszti házaspár áll, akik 1850-ben az Amerikai Egyesült Államokba vándorolnak ki.

### Gyermekirodalom

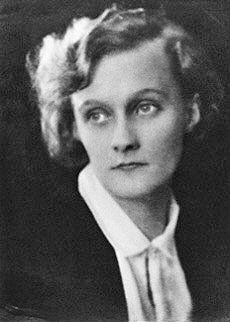
Astrid Lindgren 1924-ben.

Az 1930-as évek folyamán fontossá vált a gyermekek újfajta igényeinek kielégítése. Ez a második világháború után vált valóra, amikor 1945-ben Astrid Lindgren Harisnyás Pippi (Pippi Långstrump) című regénye megjelent. Pippi lázadó magatartása a hagyományok védelmezőiben először ellenállást váltott ki, a könyvek ennek ellenére idővel széles körben elfogadottá váltak. A regény hozzájárult ahhoz, hogy a gyermekirodalom ne pusztán tanulságos, erkölcsösségre nevelő művekből álljon.
Lindgrent további művei a legolvasottabb svéd íróvá tették: műveit több mint 80 nyelvre fordították le, könyveiből több mint 100 millió darabot adtak el. Lindgren más műveiben is megmutatta, mennyire érti a gyermekek gondolkodásmódját és értékrendjét: az Oroszlánszívű testvérek (Bröderna Lejonhjärta) a bátorságról és a halálról szóló történet, a Mio, édes fiam! (Mio, min Mio) pedig egy tündérmese a barátságról. Ám nem minden regénye hordozott mély üzenetet. A Háztetey Károlyról szóló műveinek főszereplője egy alacsony, pufók, állandóan bajt okozó ember, akinek propeller van a hátán, és aki barátságot köt egy fiúval. Lindgren három könyvet írt Juharfalvi Emilről, egy smålandi fiúról, aki csínyei miatt folyton bajba kerül.
A svéd irodalom kevés fantasyíróinak egyike a finnországi svéd Tove Jansson volt, aki a muminokról írt. A muminok több más országban is népszerűvé váltak, Jansson könyveit pedig több mint 30 nyelvre fordították le.

### Detektívregények
A második világháború előtt a svéd detektívregények az amerikai divatot követték, utána viszont külön irányba fejlődtek. Az 1960-as években Maj Sjöwall és Per Wahlöö Martin Beck nyomozóról szóló történeteivel nemzetközi sikereket ért el.
A legsikeresebb detektívregény-író Henning Mankell, a Kurt Wallanderről szóló történetek írója. Regényeit, melyek különösen Svédországban és Németországban népszerűek, 37 nyelvre fordították le. A detektívregényeken kívül Mankell több más könyvet is írt, az 1995-ben megjelent Comédia Infantil például egy maputói utcagyerekről szól.
A svéd detektívregény-írók külföldön leginkább Németországban váltak népszerűvé. Közéjük tartozik Liza Marklund, Håkan Nesser, Åsa Larsson, Arne Dahl és Åke Edwardson.
A kémtörténetek és történelmi tárgyú művek legsikeresebb írója Jan Guillou, akinek Carl Hamiltonról szóló könyvei bestsellerek voltak, és több film alapjául szolgáltak. További művei közül az Arn Magnusson templomos lovagról szóló történetei, valamint a részben önéletrajzi ihletésű Ondskan a legismertebb.

### Balladák
A svéd balladahagyomány megalapozása Carl Michael Bellman nevéhez fűződik, aki a 18. század második felében alkotott. A 19. században az egyetemi kórusok létrejötte miatt a műdalok vesztettek népszerűségükből. Az 1890-es évektől kezdődően azonban a költők egyre fontosabbnak tartották műveik megzenésítését, hogy nagyobb közönségre tegyenek szert. Az 1900-as évek elején Gustaf Fröding és Erik Axel Karlfeldt verseinek többségét megzenésítették, így azok népszerűsége előadóiktól is függött.
A 20. század talán leghíresebb dalnoka Evert Taube volt. Előadói pályája 1920-ban kezdődött, majd három évtizeden át folyamatosan járta az országot. Taube leginkább a svéd vidékről, tengerészekről és Argentínáról szóló dalairól ismert.
1962-től 1987-ben bekövetkezett haláláig Cornelis Vreeswijk volt az ország legfontosabb énekes-dalszerzője és balladaköltője. Első dalai baloldali ellenállási dalok voltak. Halála után Vreeswijk költői tehetségének elismertsége is nőtt.

### Költészet
Az 1930-as és 1940-es évek költészetére leginkább a modernizmus hatott. Felerősödött a kísérletezési kedv, valamint gyakorivá vált a rímeket és ritmust nélkülöző szabadvers alkalmazása.
Az új költészet vezető egyénisége Hjalmar Gullberg volt, aki több misztikus és vallási ihletésű kötetet adott ki; ilyen az 1932-ben megjelent Andliga övningar. 1942 és 1952 között nem alkotott, később pedig új stílusú verseket írt. Ezek ateizmusa nagy hatást gyakorolt a fiatalabb generációra.
Sokak szerint Gunnar Ekelöf volt az első svéd szürrealista költő. Első kötetét, az 1932-ben megjelent, nihilista Sent på jordent kortársai közül kevesen értették meg. Későbbi versei romantikus hatást mutattak, és második kötete, a Dedikationen széles körű elismertséget hozott számára. Idős koráig alkotott, és a svéd irodalom egyik legfontosabb személyiségévé vált. Stílusát szimbolikusnak és titokzatosnak, ezzel együtt gyötrelmesnek és ironikusnak tartják.
Egy másik fontos modernista költő volt Harry Martinson, akinek a természethez való viszonya csak Linnééhez hasonlítható. Kortársaihoz hasonlóan első művei formai kötöttségek nélküli szabadversek voltak. Regényeket is írt, melyek közül az 1935-ben megjelent, önéletrajzi ihletésű Virágzik a csalán (Nässlorna blomma) klasszikussá vált. Legismertebb műve az 1956-ban megjelent Aniara, egy űrhajóról szóló sci-fi vers.
Tomas Tranströmer valószínűleg a 20. század legismertebb svéd költője. Költészetét az álom és a valóság, a tapasztalat és a metafizika határán mozgó keresztény miszticizmus teszi egyedivé.

### Dráma
Több drámaíró kezdte pályáját a második világháború után. Az 1950-es években a revü volt a legnépszerűbb műfaj, olyan komikusokkal, mint Povel Ramel és Kar de Mumma. A Hasseåtage nevű duó az 1950-es évek végétől több mint két évtizeden át tevékenykedett a revü világában, több rádiós, tévés és filmszerepet vállaltak, nemzetközileg legismertebb művük a Picasso kalandjai című film.
Az 1960-as évek végén jelent meg az alternatív dráma, a színházak pedig a populáris darabok felé fordultak. Az 1970-es és 1980-as évek két legfontosabb drámaírója Lars Norén és Per Olov Enquist volt.